# Владимир Івкович
Владимир Івкович (25 липня 1929 — 10 березня 1992) — югославський ватерполіст.
Срібний призер Олімпійських Ігор 1952, 1956 років.